# Цедијани
Цедијани (итал. Zeddiani) је насеље у Италији у округу Ористано, региону Сардинија.
Према процени из 2011. у насељу је живело 1035 становника. Насеље се налази на надморској висини од 14 м.

## Становништво
Према резултатима пописа становништва 2011. у општини је живело 1.158 становника.
| 1931. | 1936. | 1951. | 1961. | 1971. | 1981. | 1991. | 2001. | 2011. |
| ----- | ----- | ----- | ----- | ----- | ----- | ----- | ----- | ----- |
| 817   | 878   | 1.022 | 1.117 | 1.026 | 1.068 | 1.126 | 1.190 | 1.158 |